# Pallacanestro ai Giochi della XX Olimpiade
Il torneo di pallacanestro ai Giochi della XX Olimpiade si disputò a Monaco di Baviera (all'epoca in Germania Ovest) dal 27 agosto al 9 settembre 1972, e vide la vittoria dell'Unione Sovietica.
Il torneo è ricordato nella storia della pallacanestro per la finale controversa disputata tra gli Stati Uniti e l'Unione Sovietica, in periodo di piena guerra fredda. Per la prima volta nella storia dei Giochi, gli statunitensi non riuscirono a vincere la medaglia d'oro.

## Sedi delle partite
| Fase          | Città             | Impianto             |
| ------------- | ----------------- | -------------------- |
| Intero torneo | Monaco di Baviera | Rudi-Sedlmayer-Halle |

## Squadre partecipanti
Paese ospitante
- Germania Ovest

Prime 4 alle Olimpiadi 1968
- Stati Uniti
- Jugoslavia
- Unione Sovietica
- Brasile

Ammesse tramite i VI Giochi panamericani
- Porto Rico
- Cuba

Ammessa tramite l'Oceania Championship 1971
- Australia

Ammesse tramite i Campionati asiatici 1971
- Giappone
- Filippine

Ammesse tramite i Campionati africani 1972
- Senegal
- Egitto

Ammesse tramite il Torneo pre-olimpico
- Polonia
- Spagna

Ammesse tramite il Torneo europeo di qualificazione
- Cecoslovacchia
- Italia

## Risultati

### Prima fase
Nella prima fase furono organizzati 2 gironi da 8 squadre ciascuno. Le prime 2 classificate ebbero accesso alle semifinali; le altre, a seconda della posizione, disputarono gli incontri validi per i piazzamenti dal 5º al 16º posto.

#### Gruppo A
| Team              | Pt | V - P | Pf - Ps   |
| ----------------- | -- | ----- | --------- |
| 1. Stati Uniti    | 14 | 7 - 0 | 542 - 312 |
| 2. Cuba           | 13 | 6 - 1 | 560 - 445 |
| 3. Brasile        | 11 | 4 - 3 | 561 - 490 |
| 4. Cecoslovacchia | 11 | 4 - 3 | 493 - 489 |
| 5. Spagna         | 10 | 3 - 4 | 486 - 500 |
| 6. Australia      | 10 | 3 - 4 | 523 - 524 |
| 7. Giappone       | 8  | 1 - 6 | 442 - 643 |
| 8. Egitto         | 7  | 0 - 7 | 440 - 644 |

#### Gruppo B
| Team                | Pt | V - P | Pf - Ps   |
| ------------------- | -- | ----- | --------- |
| 1. Unione Sovietica | 14 | 7 - 0 | 639 - 479 |
| 2. Italia           | 12 | 5 - 2 | 547 - 471 |
| 3. Jugoslavia       | 12 | 5 - 2 | 582 - 484 |
| 4. Porto Rico       | 12 | 5 - 2 | 570 - 531 |
| 5. Germania Ovest   | 10 | 3 - 4 | 482 - 518 |
| 6. Polonia          | 9  | 2 - 5 | 520 - 536 |
| 7. Filippine        | 8  | 1 - 6 | 526 - 666 |
| 8. Senegal          | 7  | 0 - 7 | 405 - 586 |

### Fase finale

#### Piazzamenti 13º-16º posto
L'Egitto abbandonò la competizione dopo il Massacro di Monaco del 5 e 6 settembre. Negli incontri della fase finale gli vennero assegnate due sconfitte a tavolino per 2-0.
|  | Spareggi  | Spareggi  | Spareggi  |           |          | Finale 13º-14º posto | Finale 13º-14º posto | Finale 13º-14º posto |  |
|  |           |           |           |           |          |                      |                      |                      |  |
|  | Giappone  | Giappone  | 70        |           |          |                      |                      |                      |  |
|  | Giappone  | Giappone  | 70        |           |          |                      |                      |                      |  |
|  | Senegal   | Senegal   | 67        |           |          |                      |                      |                      |  |
|  | Senegal   | Senegal   | 67        |           | Giappone | Giappone             | 73                   |                      |  |
|  |           |           |           |           | Giappone | Giappone             | 73                   |                      |  |
|  |           |           | Filippine | Filippine | 82       |                      |                      |                      |  |
|  | Filippine | Filippine | Filippine | Filippine | 82       | 2                    |                      |                      |  |
|  | Filippine | Filippine |           |           |          | 2                    |                      |                      |  |
|  | Egitto    | Egitto    | 0         |           |          | Finale 15º-16º posto | Finale 15º-16º posto | Finale 15º-16º posto |  |
|  | Egitto    | Egitto    | 0         |           |          |                      |                      |                      |  |
|  |           |           |           |           |          |                      |                      |                      |  |
|  |           |           |           |           |          | Senegal              | Senegal              | 2                    |  |
|  |           |           |           |           |          | Senegal              | Senegal              | 2                    |  |
|  |           |           |           |           |          | Egitto               | Egitto               | 0                    |  |

##### Risultati
| 5 settembre 1972 | Egitto | 0 – 2 | Filippine |  |

| Monaco di Baviera 5 settembre 1972, ore 20:00 | Giappone                         | 70 – 67 (34-39) referto | Senegal | Rudi-Sedlmayer-Halle\| Arbitri: \| Vladimír Novotný Jan Jarzebiński \| |
| Arbitri:                                      | Vladimír Novotný Jan Jarzebiński |                         |         |                                                                        |

| 7 settembre 1972 | Senegal | 2 – 0 | Egitto |  |

| Monaco di Baviera 7 settembre 1972, ore 15:00 | Filippine                    | 82 – 73 (34-38) referto | Giappone | Rudi-Sedlmayer-Halle\| Arbitri: \| Vladimír Novotný John Holden \| |
| Arbitri:                                      | Vladimír Novotný John Holden |                         |          |                                                                    |

#### Piazzamenti 9º-12º posto
|  | Spareggi       | Spareggi       | Spareggi |         |           | Finale 9º-10º posto  | Finale 9º-10º posto  | Finale 9º-10º posto  |  |
|  |                |                |          |         |           |                      |                      |                      |  |
|  | Germania Ovest | Germania Ovest | 69       |         |           |                      |                      |                      |  |
|  | Germania Ovest | Germania Ovest | 69       |         |           |                      |                      |                      |  |
|  | Australia      | Australia      | 70       |         |           |                      |                      |                      |  |
|  | Australia      | Australia      | 70       |         | Australia | Australia            | 91                   |                      |  |
|  |                |                |          |         | Australia | Australia            | 91                   |                      |  |
|  |                |                | Polonia  | Polonia | 83        |                      |                      |                      |  |
|  | Spagna         | Spagna         | Polonia  | Polonia | 83        | 76                   |                      |                      |  |
|  | Spagna         | Spagna         |          |         |           | 76                   |                      |                      |  |
|  | Polonia        | Polonia        | 87       |         |           | Finale 11º-12º posto | Finale 11º-12º posto | Finale 11º-12º posto |  |
|  | Polonia        | Polonia        | 87       |         |           |                      |                      |                      |  |
|  |                |                |          |         |           |                      |                      |                      |  |
|  |                |                |          |         |           | Germania Ovest       | Germania Ovest       | 83                   |  |
|  |                |                |          |         |           | Germania Ovest       | Germania Ovest       | 83                   |  |
|  |                |                |          |         |           | Spagna               | Spagna               | 84                   |  |

##### Risultati
| Monaco di Baviera 5 settembre 1972, ore 16:45 | Germania Ovest            | 69 – 70 (46-34) referto | Australia | Rudi-Sedlmayer-Halle\| Arbitri: \| Jim Bain Pieter Leegwater \| |
| Arbitri:                                      | Jim Bain Pieter Leegwater |                         |           |                                                                 |

| Monaco di Baviera 5 settembre 1972, ore 21:45 | Spagna                        | 76 – 87 (33-38) referto | Polonia | Rudi-Sedlmayer-Halle\| Arbitri: \| Renato Righetto Willy Bestgen \| |
| Arbitri:                                      | Renato Righetto Willy Bestgen |                         |         |                                                                     |

| Monaco di Baviera 8 settembre 1972, ore 16:45 | Germania Ovest                      | 83 – 84 (40-38) referto | Spagna | Rudi-Sedlmayer-Halle\| Arbitri: \| Yurij Mukhamedzhanov Mario Quintero \| |
| Arbitri:                                      | Yurij Mukhamedzhanov Mario Quintero |                         |        |                                                                           |

| Monaco di Baviera 9 settembre 1972, ore 17:45 | Australia                       | 91 – 83 (41-42) referto | Polonia | Rudi-Sedlmayer-Halle\| Arbitri: \| Francesco Bianchi Willy Bestgen \| |
| Arbitri:                                      | Francesco Bianchi Willy Bestgen |                         |         |                                                                       |

#### Piazzamenti 5º-8º posto
|  | Spareggi       | Spareggi       | Spareggi   |            |            | Finale 5º-6º posto | Finale 5º-6º posto | Finale 5º-6º posto |  |
|  |                |                |            |            |            |                    |                    |                    |  |
|  | Cecoslovacchia | Cecoslovacchia | 63         |            |            |                    |                    |                    |  |
|  | Cecoslovacchia | Cecoslovacchia | 63         |            |            |                    |                    |                    |  |
|  | Jugoslavia     | Jugoslavia     | 66         |            |            |                    |                    |                    |  |
|  | Jugoslavia     | Jugoslavia     | 66         |            | Jugoslavia | Jugoslavia         | 86                 |                    |  |
|  |                |                |            |            | Jugoslavia | Jugoslavia         | 86                 |                    |  |
|  |                |                | Porto Rico | Porto Rico | 70         |                    |                    |                    |  |
|  | Porto Rico     | Porto Rico     | Porto Rico | Porto Rico | 70         | 87                 |                    |                    |  |
|  | Porto Rico     | Porto Rico     |            |            |            | 87                 |                    |                    |  |
|  | Brasile        | Brasile        | 83         |            |            | Finale 7º-8º posto | Finale 7º-8º posto | Finale 7º-8º posto |  |
|  | Brasile        | Brasile        | 83         |            |            |                    |                    |                    |  |
|  |                |                |            |            |            |                    |                    |                    |  |
|  |                |                |            |            |            | Cecoslovacchia     | Cecoslovacchia     | 69                 |  |
|  |                |                |            |            |            | Cecoslovacchia     | Cecoslovacchia     | 69                 |  |
|  |                |                |            |            |            | Brasile            | Brasile            | 87                 |  |

##### Risultati
| Monaco di Baviera 6 settembre 1972, ore 15:00 | Cecoslovacchia         | 63 – 66 (25-34) referto | Jugoslavia | Rudi-Sedlmayer-Halle\| Arbitri: \| Jim Bain Willy Bestgen \| |
| Arbitri:                                      | Jim Bain Willy Bestgen |                         |            |                                                              |

| Monaco di Baviera 6 settembre 1972, ore 20:00 | Porto Rico                   | 87 – 83 (40-42) referto | Brasile | Rudi-Sedlmayer-Halle\| Arbitri: \| Kostas Dimou Jan Jarzebiński \| |
| Arbitri:                                      | Kostas Dimou Jan Jarzebiński |                         |         |                                                                    |

| Monaco di Baviera 8 settembre 1972, ore 20:00 | Cecoslovacchia                | 69 – 87 (40-38) referto | Brasile | Rudi-Sedlmayer-Halle\| Arbitri: \| Rudolf Anheuser Osvaldo Otero \| |
| Arbitri:                                      | Rudolf Anheuser Osvaldo Otero |                         |         |                                                                     |

| Monaco di Baviera 9 settembre 1972, ore 21:00 | Jugoslavia                   | 86 – 70 (40-42) referto | Porto Rico | Rudi-Sedlmayer-Halle\| Arbitri: \| Ervin Kassai Hugh Richardson \| |
| Arbitri:                                      | Ervin Kassai Hugh Richardson |                         |            |                                                                    |

#### Piazzamenti 1º-4º posto
|  | Spareggi         | Spareggi         | Spareggi    |             |                  | Finale 1º-2º posto | Finale 1º-2º posto | Finale 1º-2º posto |  |
|  |                  |                  |             |             |                  |                    |                    |                    |  |
|  | Unione Sovietica | Unione Sovietica | 67          |             |                  |                    |                    |                    |  |
|  | Unione Sovietica | Unione Sovietica | 67          |             |                  |                    |                    |                    |  |
|  | Cuba             | Cuba             | 61          |             |                  |                    |                    |                    |  |
|  | Cuba             | Cuba             | 61          |             | Unione Sovietica | Unione Sovietica   | 51                 |                    |  |
|  |                  |                  |             |             | Unione Sovietica | Unione Sovietica   | 51                 |                    |  |
|  |                  |                  | Stati Uniti | Stati Uniti | 50               |                    |                    |                    |  |
|  | Stati Uniti      | Stati Uniti      | Stati Uniti | Stati Uniti | 50               | 68                 |                    |                    |  |
|  | Stati Uniti      | Stati Uniti      |             |             |                  | 68                 |                    |                    |  |
|  | Italia           | Italia           | 38          |             |                  | Finale 3º-4º posto | Finale 3º-4º posto | Finale 3º-4º posto |  |
|  | Italia           | Italia           | 38          |             |                  |                    |                    |                    |  |
|  |                  |                  |             |             |                  |                    |                    |                    |  |
|  |                  |                  |             |             |                  | Cuba               | Cuba               | 66                 |  |
|  |                  |                  |             |             |                  | Cuba               | Cuba               | 66                 |  |
|  |                  |                  |             |             |                  | Italia             | Italia             | 65                 |  |

##### Risultati
Semifinali
| Monaco di Baviera 6 settembre 1972, ore 16:45 | Unione Sovietica                | 67 – 61 (35-36) referto | Cuba | Rudi-Sedlmayer-Halle\| Arbitri: \| Pieter Leegwater Yukio Takishim \| |
| Arbitri:                                      | Pieter Leegwater Yukio Takishim |                         |      |                                                                       |

| Monaco di Baviera 6 settembre 1972, ore 21:45 | Stati Uniti                | 68 – 38 (33-16) referto | Italia | Rudi-Sedlmayer-Halle\| Arbitri: \| Al Rae Artenik Arabadžijan \| |
| Arbitri:                                      | Al Rae Artenik Arabadžijan |                         |        |                                                                  |

finali
- 3º-4º posto

| Monaco di Baviera 8 settembre 1972, ore 21:45 | Cuba                          | 66 – 65 (43-40) referto | Italia | Rudi-Sedlmayer-Halle\| Arbitri: \| Dragaš Jakšić Hugh Richardson \| |
| Arbitri:                                      | Dragaš Jakšić Hugh Richardson |                         |        |                                                                     |

- 1º-2º posto

| Arbitri: | Renato Righetto Artenik Arabadžijan |

| |            | |
| S. Belov 20 A. Belov, Sak'andelidze 8                                                                                            | Punti      | 9 Brewer, Henderson 8 Collins                                                                                 |
| A. Belov 8 | Rimbalzi   | 9 Bantom |
| S. Belov, A. Belov, Sak'andelidze, Korkia, Žarmuchamedov Polivoda, Paulauskas, Bološev, Jadėška, Vol'nov n.e.:Dvornyj, Kovalenko | Formazioni | Henderson, Ratleff, B. Jones, Brewer, D. Jones Davis, Collins, Bantom, Forbes, McMillen, Joyce n.e.: Burleson |
| Vladimir Kondrašin | Allenatori | Henry Iba |

##### La finale controversa
La finale vide a lungo in vantaggio i sovietici: a fine primo tempo conducevano di 5 punti, che nel secondo tempo diventarono anche 10. Gli statunitensi riuscirono però a rimontare, fino a portarsi ad un solo punto di distacco a 38 secondi dal termine.
A 10 secondi dal termine lo statunitense Doug Collins intercettò un lungo passaggio di Aleksandr Belov, riuscendo così a involarsi in contropiede verso il canestro. Il tentativo di Collins fu fermato dal fallo di Sak'andelidze, che gli consentì di tirare due tiri liberi; Collins realizzò entrambi i tiri, portando per la prima volta in vantaggio gli Stati Uniti per 50-49.
L'Unione Sovietica effettuò allora una disperata rimessa in gioco con 3 secondi residui, che finì nelle mani dei giocatori statunitensi. Nel mentre, l'allenatore sovietico Vladimir Kondrašin era di fronte al tavolo degli arbitri reclamando in maniera molto accesa un time-out; a quel punto l'arbitro brasiliano Renato Righetto fischiò interrompendo il gioco, a un secondo dal termine. Kondrašin reclamava l'assegnazione di un time-out richiesto, a suo parere, durante i tiri liberi effettuati da Collins; la decisione dell'arbitro Righetto fu quella di far ripartire il gioco con una nuova rimessa sovietica, e un solo secondo da giocare.
Fu pertanto effettuata una seconda rimessa: la sirena della fine del tempo suonò dopo un secondo e gli americani iniziarono a festeggiare. A quel punto intervenne il segretario generale della FIBA, il britannico Renato William Jones, il quale ordinò (pur senza averne il diritto) di effettuare una terza rimessa in gioco e ripartire da 3 secondi perché, nel momento in cui i sovietici avevano ricominciato il gioco, il cronometro non era stato resettato a 3 secondi, ma mantenuto a un secondo.
Questa volta il giocatore Ivan Jadėška effettuò un passaggio lungo tutto il campo per Aleksandr Belov, che da sotto canestro segnò i punti decisivi della vittoria sovietica, con il punteggio di 51-50.

### Conseguenze
Gli USA sporsero un reclamo che fu rigettato per 3 voti a 2; per protesta, i giocatori statunitensi non si presentarono alla cerimonia di premiazione per ricevere la medaglia d'argento. Le medaglie riservate ai cestisti statunitensi non vennero mai ritirate; nel proprio testamento Kenny Davis scrisse esplicitamente che i propri eredi non avrebbero mai dovuto accettare la medaglia, neanche dopo la sua morte.

## Classifica finale
| Campione olimpico | Campione olimpico | Campione olimpico |
| --- | ----------------- | --- |
| Unione Sovietica4 Polivoda, 5 Paulauskas, 6 Sak'andelidze, 7 Žarmuchamedov, 8 Bološev, 9 Jadėška, 10 S. Belov, 11 Korkia, 12 Dvornyj, 13 Vol'nov, 14 A. Belov, 15 Kovalenko, All. Vladimir Kondrašin |                   | |
| Argento | Stati Uniti       | Stati Uniti4 Davis, 5 Collins, 6 Henderson, 7 Bantom, 8 B. Jones, 9 D. Jones, 10 Forbes, 11 Brewer, 12 Burleson, 13 McMillen, 14 Joyce, 15 Ratleff, All. Henry Iba           |
| Bronzo | Cuba              | Cuba4 Domecq, 5 R. Herrera, 6 Roca, 7 Chappé, 8 Álvarez, 9 Cañizares, 10 Pérez, 11 Calderón, 12 T. Herrera, 13 Varona, 14 Urgellés, 15 Standard, All. Carmelo Ortega         |
| 4. | Italia            | Italia4 Flaborea, 5 Brumatti, 6 Giomo, 7 Cerioni, 8 Masini, 9 Bariviera, 10 Zanatta, 11 Meneghin, 12 Marzorati, 13 Serafini, 14 Bisson, 15 Iellini, All. Giancarlo Primo     |
| 5. | Jugoslavia        | Jugoslavia4 Tvrdić, 5 Simonović, 6 Jelovac, 7 Knežević, 8 Damjanović, 9 Kapičić, 10 Georgievski, 11 Ćosić, 12 Šolman, 13 Plećaš, 14 Čermak, 15 Marović, All. Ranko Žeravica  |
| 6. | Porto Rico        | Porto Rico4 Coll, 5 Hatton, 6 Rivera, 7 Thordsen, 8 Rodríguez, 9 Baum, 10 Blondet, 11 Brown, 12 Ortiz, 13 Cruz, 14 Dalmau, 15 Calzada, All. Gene Bartow                      |
| 7. | Brasile           | Brasile4 Dodi, 5 Radvilas, 6 Bira, 7 Fransérgio, 8 Hélio Rubens, 9 Marquinhos, 10 Joy, 11 Menon, 12 Adilson, 13 Edvar Simões, 14 Zé Geraldo, 15 Mosquito, All. Pedroca       |
| 8. | Cecoslovacchia    | Cecoslovacchia4 Novický, 5 Douša, 6 Konopásek, 7 Pospíšil, 8 Kos, 9 Balaštík, 10 Zídek, 11 Zedníček, 12 Bobrovský, 13 Brabenec, 14 Blažek, 15 Růžička, All. Vladimír Heger   |
| 9. | Australia         | Australia4 Marsland, 5 Watson, 6 Duke, 7 Wyatt, 8 Palubinskas, 9 Kerle, 10 Byrne, 11 Crosswhite, 12 Tomlinson, 13 James, 14 Bender, 15 Koltuniewicz, All. Lindsay Gaze       |
| 10. | Polonia           | Polonia4 Pasiorowski, 5 Korcz, 6 Dolczewski, 7 Niemiec, 8 Seweryn, 9 Kozak, 10 Kasprzak, 11 Cegliński, 12 Łopatka, 13 Białowąs, 14 Durejko, 15 Langosz, All. Witold Zagórski |
| 11. | Spagna            | Spagna4 Brabender, 5 Ramos, 6 Cabrera, 7 Margall, 8 Santillana, 9 Iradier, 10 Buscató, 11 Corbalán, 12 Rullán, 13 Luyk, 14 Estrada, 15 Sagi-Vela, All. Antonio Díaz-Miguel   |
| 12. | Germania Ovest    | Germania Ovest4 Uhlig, 5 Weinand, 6 Kuprella, 7 Ampt, 8 Krüger, 9 Pethran, 10 Pollex, 11 Linnemann, 12 Geschwindner, 13 Wohlers, 14 Keller, 15 Thimm, All. Theodor Schober   |
| 13. | Filippine         | Filippine4 Ocampo, 5 Melencio, 6 Mariano, 7 Florencio, 8 Bernardo, 9 Samson, 10 Papa, 11 Adornado, 12 Martires, 13 Paner, 14 Webb, 15 Cleofás, All. Ignacio Ramos            |
| 14. | Giappone          | Giappone4 Taniguchi, 5 Sugita, 6 Yokoyama, 7 Abe, 8 Sōda, 9 Hattori, 10 Yoshikawa, 11 Sakai, 12 Chigusa, 13 Mori, 14 Somatomo, 15 Numata, All. Shigeyoshi Kasahara           |
| 15. | Senegal           | Senegal4 Diandy, 5 P. Diop, 6 Fall, 7 Camara, 8 Sagna, 9 N'Diaye, 10 Lopis, 11 M. Diop, 12 Seck, 13 Guèye, 14 Thiam, 15 Traoré, All. Amadou Diaw                             |
| 16. | Egitto            | Egitto4 Hilal, 5 Khaled, 6 Guenidi, 7 Mubarak, 8 Kamel, 9 Tewfiq, 10 el-Saharty, 11 Selim, 12 Ibrahim, 13 Abou el-Kheir, 14 Kamal, 15 Abdel Nabi, All. Nello Paratore        |